# Цель-ам-Майн
Цель-ам-Майн (нім. Zell am Main) — громада в Німеччині, розташована в землі Баварія. Підпорядковується адміністративному округу Нижня Франконія. Входить до складу району Вюрцбург.
Площа — 9,96 км2. Населення становить 4455 ос. (станом на 31 грудня 2020).